# Prusy Wschodnie
Prusy Wschodnie (niem. Provinz Ostpreußen) – część Królestwa Prus, a następnie Cesarstwa Niemieckiego, Republiki Weimarskiej, III Rzeszy, Polski oraz Związku Radzieckiego, a po jego rozpadzie Rosji. Prowincja Prusy Wschodnie powstała po I rozbiorze Polski. Stolicą prowincji był Królewiec. W maju 1939 roku prowincja miała powierzchnię 36 991,71 km² i liczyła 2 488 122 mieszkańców.

## Zmiany terytorialne

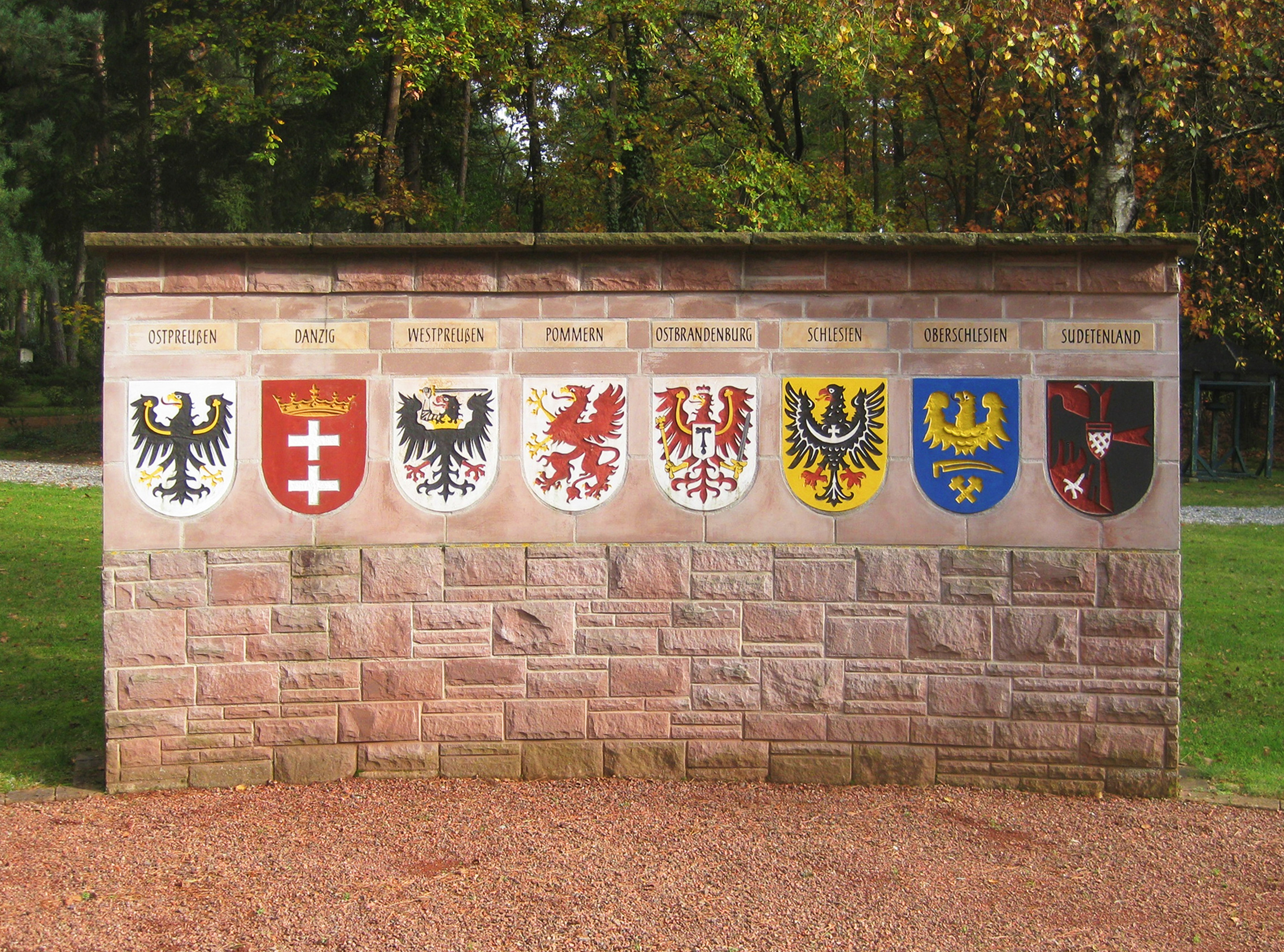
Cmentarz w Bielefeld. Herby ziem utraconych przez Niemcy po II wojnie światowej. Na rzecz Polski i ZSRR: Prusy Wschodnie, na rzecz Polski: Gdańsk (który w rzeczywistości nie należał do Niemiec przed wojną), Prusy Zachodnie, Pomorze, Brandenburgia Wschodnia, Dolny Śląsk, Górny Śląsk i na rzecz Czechosłowacji: Kraj Sudetów

W latach 1824–1829 funkcjonowała unia personalna między Prusami Zachodnimi i Prusami Wschodnimi, a w 1829 formalnie zjednoczono obie prowincje w jedną prowincję o nazwie Prusy. W 1878 r. unia została rozwiązana i wrócono do sytuacji z 1823 r. Po I wojnie światowej od Prus Wschodnich odłączono na mocy traktatu wersalskiego okręg działdowski (niem. Soldau), przyłączając go do Polski, oraz tzw. Okręg Kłajpedy, który przeszedł pod władanie Ligi Narodów, a w roku 1923 został anektowany przez Litwę. Do Prus Wschodnich przyłączono natomiast wschodnią część Prus Zachodnich, pozostałą we władaniu niemieckim po utworzeniu polskiego województwa pomorskiego, czyli tzw. polskiego korytarza. Zgodnie z postanowieniami traktatu wersalskiego przeprowadzono ponadto plebiscyt w południowej części Prus Wschodnich (Warmia, Mazury i Powiśle) w sprawie przynależności tych ziem do Polski lub Niemiec (choć oficjalnie wybierano między „Polską” a „Prusami”). 97,8 procenta oddanych głosów padło wówczas na Prusy, a Polsce przyznano jedynie 8 gmin.
W wyniku operacji wschodniopruskiej przeprowadzonej w 1945 roku przez Armię Czerwoną reżim III Rzeszy stracił panowanie nad Prusami Wschodnimi, które na mocy układu poczdamskiego z 1945 roku zostały podzielone między Polskę (Warmia i Mazury) a ZSRR, przy czym Okręg Kłajpedy, zajęty przez Rzeszę Niemiecką w marcu 1939 roku, ponownie przeszedł we władanie Litwy.
Po rozpadzie Związku Radzieckiego rosyjska część byłych Prus Wschodnich (obwód królewiecki) stała się eksklawą Federacji Rosyjskiej.

## Podział administracyjny Prus Wschodnich w dniu 31 grudnia 1937
Stolica: Königsberg (Królewiec)
- Rejencja olsztyńska (Regierungsbezirk Allenstein)
- Rejencja gąbińska (Regierungsbezirk Gumbinnen)
- Rejencja królewiecka (Regierungsbezirk Königsberg)
- Rejencja zachodniopruska (Regierungsbezirk Westpreussen)

W latach 1939–1945 częściami Prus Wschodnich były również rejencja ciechanowska (Regierungsbezirk Zichenau) oraz „trójkąt suwalski”, a w latach 1941–1945 również rejencję zachodniopruską włączono zaś do Okręgu Rzeszy Gdańsk-Prusy Zachodnie.
Szczegółowe podziały administracyjne rejencji znajdują się w poszczególnych opisach tych rejencji.

## Demografia, warunki naturalne, gospodarka i wojsko

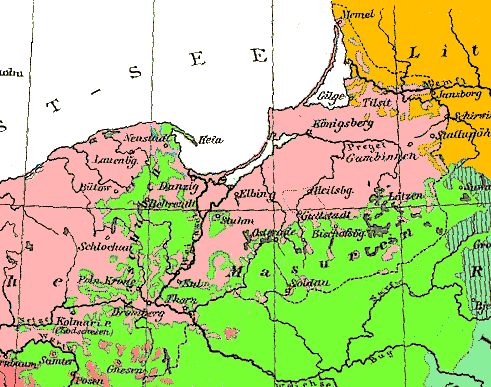
Podział językowy Prus Wschodnich na niemieckiej mapie z 1880. Zielony – przewaga polskiego lub mazurskiego, czerwony – przewaga niemieckiego

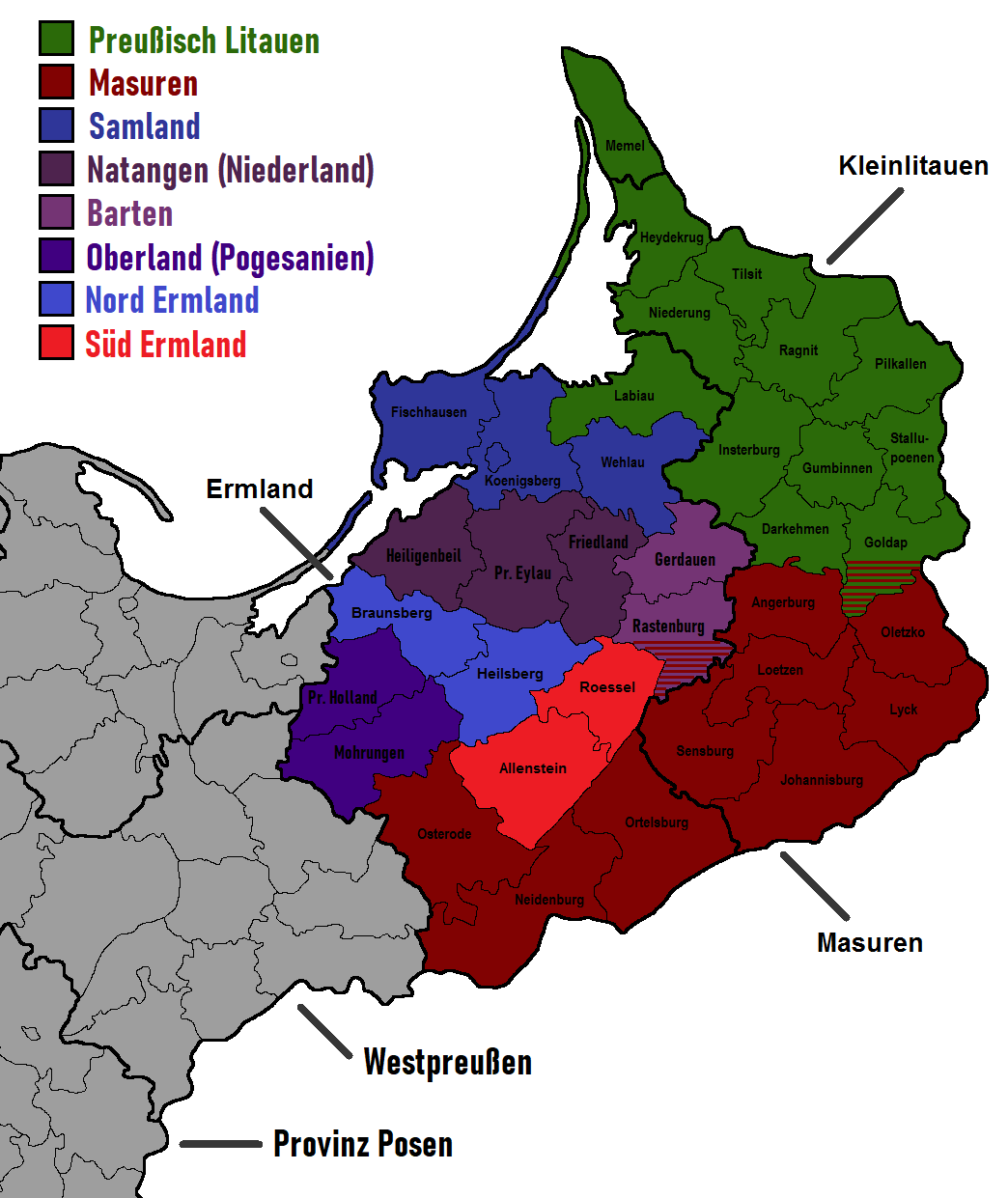
Podział Prus Wschodnich na regiony historyczno-etnograficzne

Obszar Prus Wschodnich pokrywały w większości tereny rolnicze (pola uprawne 51%, łąki i pastwiska 23%), ze stosunkowo niewielkim udziałem obszarów leśnych (18%, wobec średniej dla całych Prus 23%). Prusy Wschodnie cechował najzimniejszy klimat spośród wszystkich części Niemiec.
Prowincję zamieszkiwała głównie ludność niemieckojęzyczna, na Mazurach i Warmii występował stosunkowo duży (25–50%) odsetek ludności polskojęzycznej. Według szacunków w roku 1939 Prusy Wschodnie zamieszkiwało około 400 tys. osób deklarujących język polski jako główny. W badaniach uwzględniono jednak język, nie zaś narodowość i pochodzenie. Nad dolnym Niemnem zamieszkiwała ludność litewska – około 15-18 tysięcy w 1933 roku. We wschodniej części przeważali wyznawcy protestantyzmu (do 90% ludności), na zachodzie, a szczególnie na Warmii, większość stanowili katolicy.
Prusy Wschodnie cechowały niski poziom przyrostu naturalnego (niższy niż w pozostałych prowincjach Prus, czy w krajach sąsiednich) i jedna z najniższej gęstości zaludnienia w Niemczech, wynikająca głównie ze słabego poziomu rozwoju ekonomicznego tych terenów. Duża część ludności pracowała w rolnictwie (42,2% w 1931 roku), podczas gdy w przemyśle tylko 21,6% (w tym czasie średnia dla Niemiec wynosiła 39%).
Prowincja miała charakter wybitnie rolniczy, odsetek osób zatrudnionych w rolnictwie był wyższy o kilkanaście procent w porównaniu do Cesarstwa Niemieckiego. Słabo rozwinięta w porównaniu z resztą kraju była sieć kolejowa (55 km/1000 km², wobec średniej 83 km/1000 km² dla Cesarstwa Niemieckiego).
W Prusach Wschodnich znajdowały się najdalej na północ wysunięte miasto Niemiec – Memel, oraz najdalej na wschód wysunięte miasto Niemiec – Schirwindt.
Na terytorium prowincji znajdowały się 3 twierdze: Königsberg, Pillau i Memel.
W czasach Cesarstwa Niemieckiego prawie całą powierzchnię Prus Wschodnich obejmowały I Korpus Armijny z siedzibą w Królewcu, oraz XX Korpus Armijny z siedzibą w Olsztynie.
| Rok  | Liczba ludności | Liczba ludności mieszkająca w miejscowościach pow. 2 tys. mieszkańców (miasta) | Odsetek osób wyznania ewangelickiego | Odsetek osób wyznania rzymskokatolickiego | Odsetek osób wyznania mojżeszowego | Odsetek osób zatrudnionych w przemyśle i budownictwie | Odsetek osób zatrudnionych w handlu i transporcie | Odsetek osób zatrudnionych w rolnictwie, hodowli zwierząt i rybołówstwie | Przyrost naturalny |
| ---- | --------------- | ------------------------------------------------------------------------------ | ------------------------------------ | ----------------------------------------- | ---------------------------------- | ----------------------------------------------------- | ------------------------------------------------- | ------------------------------------------------------------------------ | ------------------ |
| 1875 | 1 856 421       | 22%                                                                            | 86%                                  | 13%                                       | 0,8%                               | 16%                                                   | 6%                                                | 68%                                                                      | 8‰                 |
| 1895 | 2 006 089       | brak danych                                                                    | 86%                                  | 13%                                       | 0,7%                               | 22%                                                   | 8%                                                | 70%                                                                      | 15‰                |
| 1910 | 2 064 175       | 33%                                                                            | 84%                                  | 14%                                       | 0,6%                               | 22%                                                   | 10%                                               | 68%                                                                      | 13‰                |
| 1939 | 2 186 314       | 61%                                                                            | 83%                                  | 15%                                       | 0,13%                              | 28%                                                   | 13%                                               | 42%                                                                      | 13‰                |

## Nadprezydenci Prus Wschodnich (1765–1945)
| Lata urzędowania        | Nadprezydent                                               | Lata życia |
| ----------------------- | ---------------------------------------------------------- | ---------- |
| 1765–1781               | Johann Friedrich von Domhardt                              | 1712–1781  |
| 1791–1814               | Friedrich Leopold von Schrötter                            | 1743–1815  |
| 1815–1824               | Hans Jakob von Auerswald                                   | 1757–1833  |
| 1824–1842               | Heinrich Theodor von Schön                                 | 1773–1856  |
| 1842–1848               | Carl Wilhelm Boetticher                                    | 1791–1868  |
| 1848–1849               | Rudolf von Auerswald                                       | 1795–1866  |
| 1849–1850               | Eduard Heinrich Flottwell (jako pełniący obowiązki)        | 1786–1865  |
| 1850–1868               | Franz August Eichmann                                      | 1793–1879  |
| 1869–1882               | Karl Wilhelm Heinrich Georg von Horn                       | 1807–1889  |
| 1882–1891               | Albrecht Heinrich Carl von Schlieckmann                    | 1835–1891  |
| 1891–1895               | Udo Graf zu Stolberg-Wernigerode                           | 1840–1910  |
| 1895–1901               | Wilhelm Otto Albrecht Graf von Bismarck-Schönhausen        | 1852–1901  |
| 1901–1903               | Hugo Samuel Louis Erdmann Reginald Freiherr von Richthofen | 1842–1904  |
| 1903–1907               | Friedrich Ludwig Elisa von Moltke                          | 1852–1927  |
| 1907–1914               | Ludwig Hubert von Windheim                                 | 1857–1935  |
| 1914–1916               | Adolf Tortilowicz von Batocki-Friebe                       | 1868–1944  |
| 1916 – 21 stycznia 1918 | Friedrich Wilhelm Bernhard von Berg-Markienen              | 1866–1939  |
| 11 lutego 1918 – 1919   | Adolf Tortilowicz von Batocki-Friebe                       |            |
| 1919–1920               | August Winnig                                              | 1878–1956  |
| 1920–1932               | Ernst Siehr                                                | 1869–1945  |
| 1932–1933               | Wilhelm Kutscher                                           | 1876–1962  |
| 1933–1945               | Erich Koch (jako gauleiter)                                | 1896–1986  |

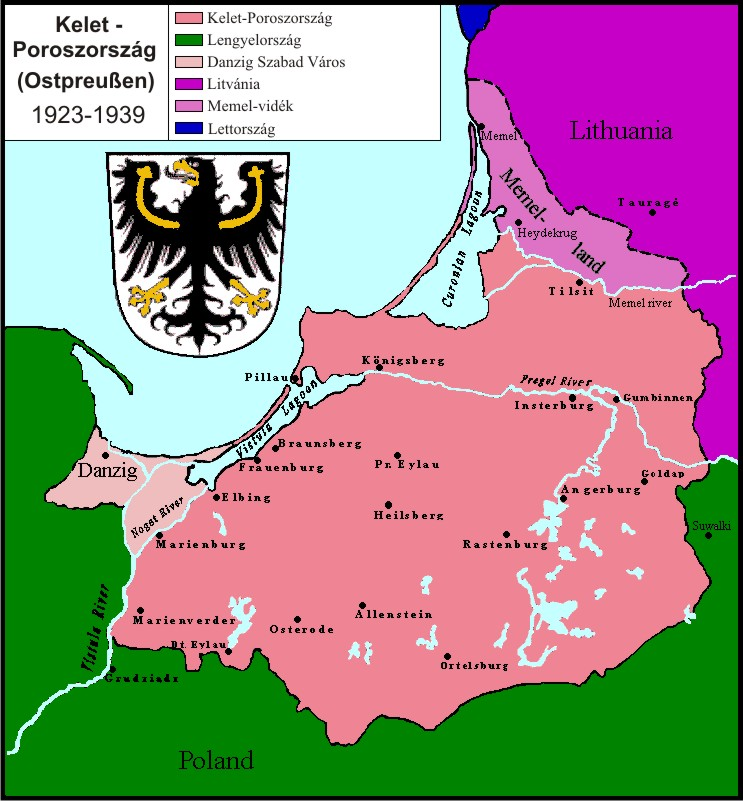

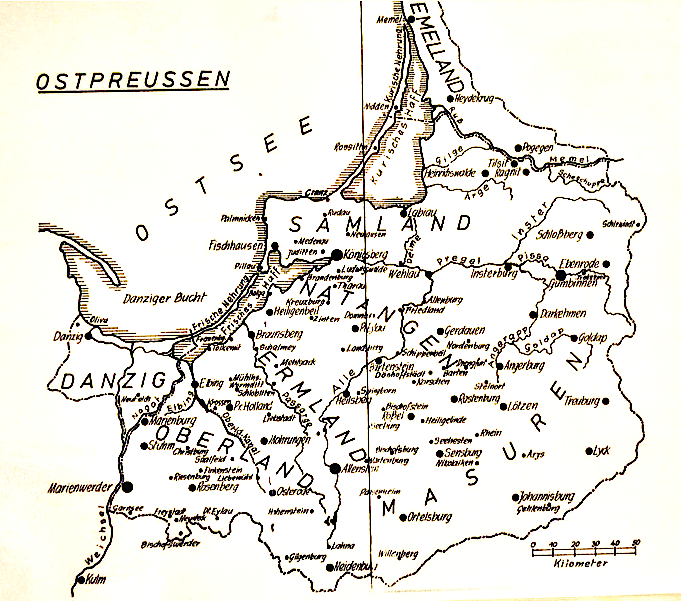
Krainy historyczne Prus Wschodnich na mapie sprzed 1945 roku: Ermland – Warmia, Oberland – Prusy Górne, Masuren – Mazury, Natangen – Natangia, Samland – Sambia

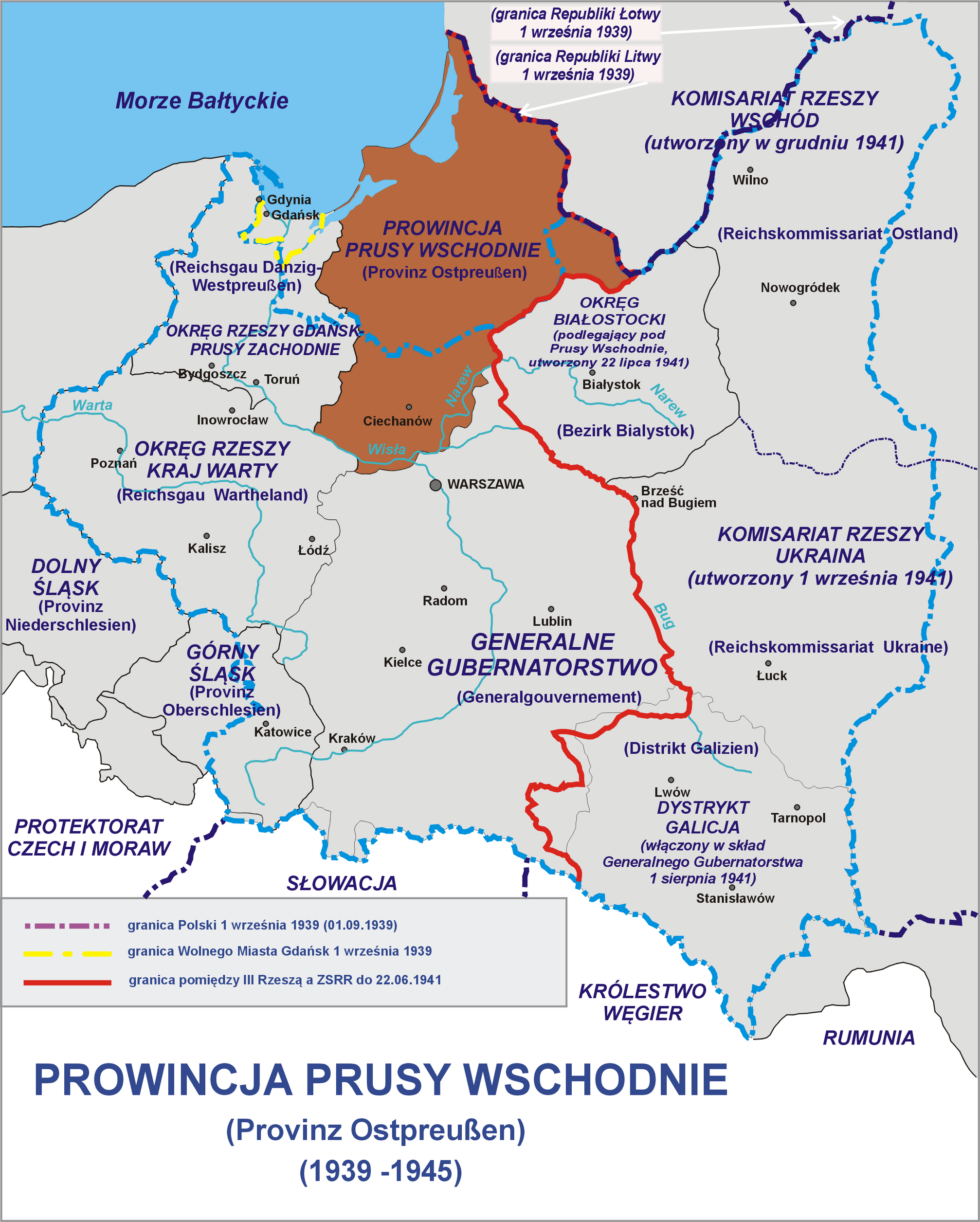
Prusy Wschodnie w 1939 r.

Od 3 grudnia 1829 do 1 kwietnia 1878 Prusy Wschodnie były połączone
z Prusami Zachodnimi.

## Wykaz miast (stan na 1 grudnia 1905)
| Herb | Miasto             | Nazwa niem. 1905  | Ludność 1905 | Rejencja 1905 | Powiat 1905                         | Obecna przynależność państwowa |
| ---- | ------------------ | ----------------- | ------------ | ------------- | ----------------------------------- | ------------------------------ |
|      | Alembork           | Allenburg         | 1653         | królewiecka   | welawski (Wehlau)                   | Rosja                          |
|      | Barciany           | Barten            | 1355         | królewiecka   | kętrzyński (Rastenburg)             | Polska                         |
|      | Barczewo           | Wartenburg        | 4436         | olsztyńska    | olsztyński (Allenstein-Land)        | Polska                         |
|      | Bartoszyce         | Bartenstein       | 7071         | królewiecka   | frydlandzki (Friedland)             | Polska                         |
|      | Biała Piska        | Bialla            | 1980         | olsztyńska    | piski (Johannisburg)                | Polska                         |
|      | Biskupiec          | Bischofsburg      | 5246         | olsztyńska    | reszelski (Rößel)                   | Polska                         |
|      | Bisztynek          | Bischofstein      | 3165         | olsztyńska    | reszelski (Rößel)                   | Polska                         |
|      | Braniewo           | Braunsberg        | 12 999       | królewiecka   | braniewski (Braunsberg)             | Polska                         |
|      | Cynty              | Zinten            | 3488         | królewiecka   | świętomiejski (Heiligenbeil)        | Rosja                          |
|      | Darkiejmy          | Darkehmen         | 3558         | gąbińska      | darkiejmski (Darkehmen)             | Rosja                          |
|      | Dąbrówno           | Gilgenburg        | 1594         | olsztyńska    | ostródzki (Osterode)                | Polska                         |
|      | Dobre Miasto       | Guttstadt         | 4634         | królewiecka   | lidzbarski (Heilsberg)              | Polska                         |
|      | Domnowo            | Domnau            | 1815         | królewiecka   | frydlandzki (Friedland)             | Rosja                          |
|      | Działdowo          | Soldau            | 4187         | olsztyńska    | nidzicki (Neidenburg)               | Polska                         |
|      | Ełk                | Lyck              | 12 397       | olsztyńska    | ełcki (Lyck)                        | Polska                         |
|      | Frombork           | Frauenburg        | 2562         | królewiecka   | braniewski (Braunsberg)             | Polska                         |
|      | Frydland           | Friedland         | 2776         | królewiecka   | frydlandzki (Friedland)             | Rosja                          |
|      | Gąbin              | Gumbinnen         | 14 196       | gąbińska      | gąbiński (Gumbinnen)                | Rosja                          |
|      | Gierdawy           | Gerdauen          | 3001         | królewiecka   | gierdawski (Gerdauen)               | Rosja                          |
|      | Giżycko            | Lötzen            | 6551         | olsztyńska    | giżycki (Lötzen)                    | Polska                         |
|      | Gołdap             | Goldap            | 8409         | gąbińska      | gołdapski (Goldap)                  | Polska                         |
|      | Górowo Iławeckie   | Landsberg         | 2415         | królewiecka   | iławecki (Preußisch Eylau)          | Polska                         |
|      | Iławka             | Preußisch Eylau   | 3258         | królewiecka   | iławecki (Preußisch Eylau)          | Rosja                          |
|      | Jeziorany          | Seeburg           | 2955         | olsztyńska    | reszelski (Rößel)                   | Polska                         |
|      | Kętrzyn            | Rastenburg        | 11 889       | królewiecka   | kętrzyński (Rastenburg)             | Polska                         |
|      | Kłajpeda           | Memel             | 20 685       | królewiecka   | kłajpedzki (Memel)                  | Litwa                          |
|      | Królewiec          | Königsberg        | 223 770      | królewiecka   | Królewiec-Miasto (Königsberg-Stadt) | Rosja                          |
|      | Krzyżbork          | Kreuzburg         | 1666         | królewiecka   | iławecki (Preußisch Eylau)          | Rosja                          |
|      | Labiawa            | Labiau            | 4512         | królewiecka   | labiawski (Labiau)                  | Rosja                          |
|      | Lidzbark Warmiński | Heilsberg         | 6042         | królewiecka   | lidzbarski (Heilsberg)              | Polska                         |
|      | Mikołajki          | Nikolaiken        | 2287         | olsztyńska    | mrągowski (Sensburg)                | Polska                         |
|      | Miłakowo           | Liebstadt         | 2102         | królewiecka   | morąski (Mohrungen)                 | Polska                         |
|      | Miłomłyn           | Liebemühl         | 2441         | olsztyńska    | ostródzki (Osterode)                | Polska                         |
|      | Młynary            | Mühlhausen        | 2304         | królewiecka   | pasłęcki (Preußisch Holland)        | Polska                         |
|      | Morąg              | Mohrungen         | 4122         | królewiecka   | morąski (Mohrungen)                 | Polska                         |
|      | Mrągowo            | Sensburg          | 5838         | olsztyńska    | mrągowski (Sensburg)                | Polska                         |
|      | Nidzica            | Neidenburg        | 4736         | olsztyńska    | nidzicki (Neidenburg)               | Polska                         |
|      | Nordenbork         | Nordenburg        | 2291         | królewiecka   | gierdawski (Gerdauen)               | Rosja                          |
|      | Olecko             | Marggrabowa       | 5021         | gąbińska      | olecki (Oletzko)                    | Polska                         |
|      | Olsztyn            | Allenstein        | 27 422       | olsztyńska    | Olsztyn-Miasto (Allenstein-Stadt)   | Polska                         |
|      | Olsztynek          | Hohenstein        | 2768         | olsztyńska    | ostródzki (Osterode)                | Polska                         |
|      | Orneta             | Wormditt          | 5593         | królewiecka   | braniewski (Braunsberg)             | Polska                         |
|      | Orzysz             | Arys              | 1905         | olsztyńska    | piski (Johannisburg)                | Polska                         |
|      | Ostróda            | Osterode          | 13 948       | olsztyńska    | ostródzki (Osterode)                | Polska                         |
|      | Pasłęk             | Preußisch Holland | 4910         | królewiecka   | pasłęcki (Preußisch Holland)        | Polska                         |
|      | Pasym              | Passenheim        | 2084         | olsztyńska    | szczycieński (Ortelsburg)           | Polska                         |
|      | Pieniężno          | Mehlsack          | 4042         | królewiecka   | braniewski (Braunsberg)             | Polska                         |
|      | Pilkały            | Pillkallen        | 4290         | gąbińska      | pilkalski (Pillkallen)              | Rosja                          |
|      | Piława             | Pillau            | 7377         | królewiecka   | rybacki (Fischhausen)               | Rosja                          |
|      | Pisz               | Johannisburg      | 3827         | olsztyńska    | piski (Johannisburg)                | Polska                         |
|      | Ragneta            | Ragnit            | 4908         | gąbińska      | ragnecki (Ragnit)                   | Rosja                          |
|      | Reszel             | Rößel             | 4363         | olsztyńska    | reszelski (Rößel)                   | Polska                         |
|      | Rybaki             | Fischhausen       | 2608         | królewiecka   | rybacki (Fischhausen)               | Rosja                          |
|      | Ryn                | Rhein             | 1923         | olsztyńska    | giżycki (Lötzen)                    | Polska                         |
|      | Sępopol            | Schippenbeil      | 2369         | królewiecka   | frydlandzki (Friedland)             | Polska                         |
|      | Srokowo            | Drengfurth        | 1503         | królewiecka   | kętrzyński (Rastenburg)             | Polska                         |
|      | Stołupiany         | Stallupönen       | 5273         | gąbińska      | stołupiański (Stallupönen)          | Rosja                          |
|      | Szczytno           | Ortelsburg        | 5076         | olsztyńska    | szczycieński (Ortelsburg)           | Polska                         |
|      | Szyrwinta          | Schirwindt        | 1302         | gąbińska      | pilkalski (Pillkallen)              | Rosja                          |
|      | Świętomiejsce      | Heiligenbeil      | 4733         | królewiecka   | świętomiejski (Heiligenbeil)        | Rosja                          |
|      | Tapiewo            | Tapiau            | 5118         | królewiecka   | welawski (Wehlau)                   | Rosja                          |
|      | Tylża              | Tilsit            | 37 148       | gąbińska      | Tylża-Miasto (Tilsit-Stadt)         | Rosja                          |
|      | Welawa             | Wehlau            | 5322         | królewiecka   | welawski (Wehlau)                   | Rosja                          |
|      | Węgorzewo          | Angerburg         | 5821         | gąbińska      | węgorzewski (Angerburg)             | Polska                         |
|      | Wielbark           | Willenberg        | 2382         | olsztyńska    | szczycieński (Ortelsburg)           | Polska                         |
|      | Wystruć            | Insterburg        | 28 902       | gąbińska      | Wystruć-Miasto (Insterburg-Stadt)   | Rosja                          |
|      | Zalewo             | Saalfeld          | 2587         | królewiecka   | morąski (Mohrungen)                 | Polska                         |

## Największe miasta

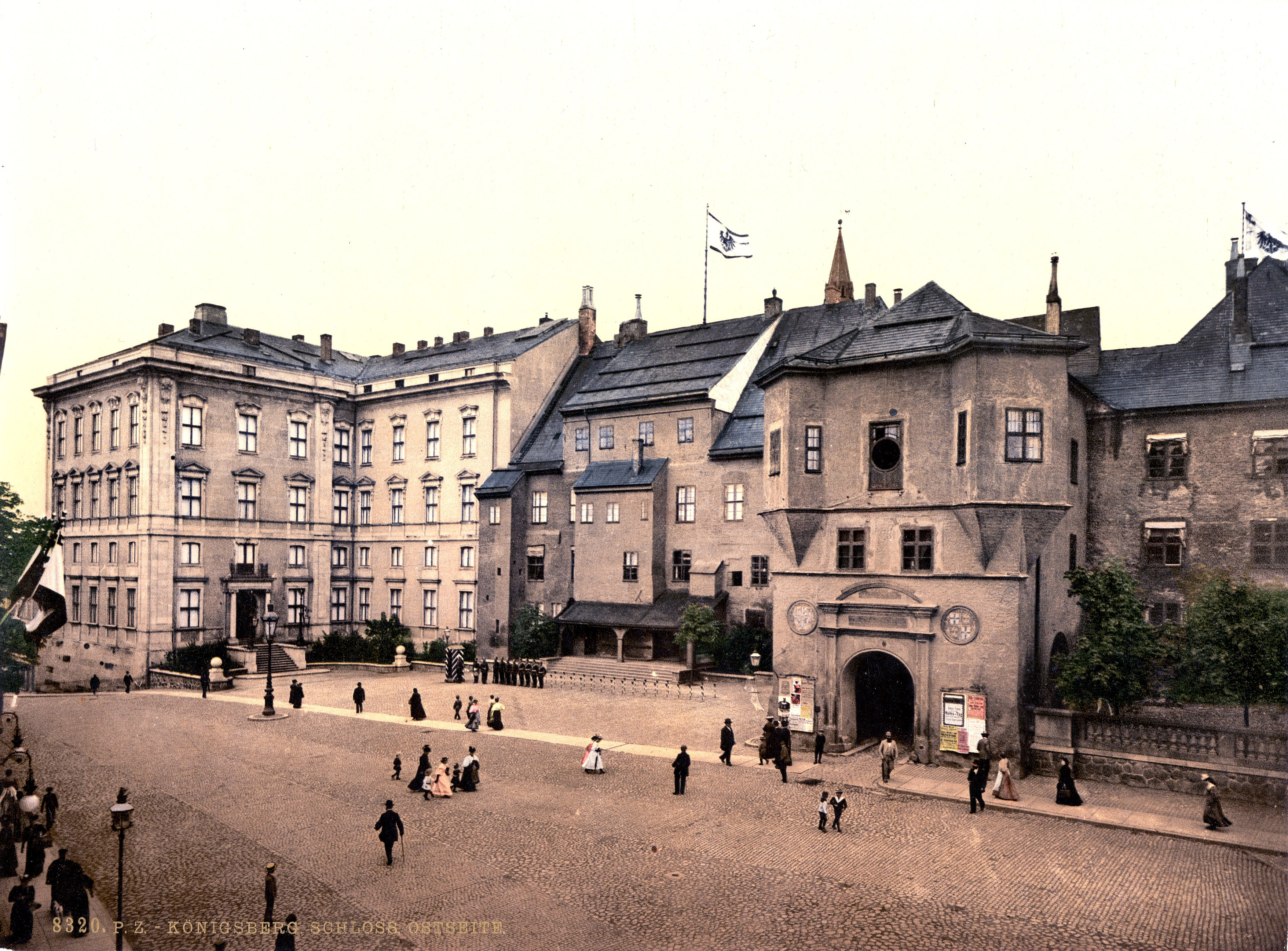
Zamek krzyżacki w Królewcu (przed 1900)

Populacja największych miast prowincji w latach 1890 i 1925 oraz ich współczesna przynależność państwowa:
|     | miasto     | pop. 1890 | rejencja (1890) | pop. 1925 | rejencja (1925) | źródło | 2014   |
| --- | ---------- | --------- | --------------- | --------- | --------------- | ------ | ------ |
| 1.  | Królewiec  | 161,666   | królewiecka     | 279,926   | królewiecka     | [ 10 ] | Rosja  |
| 2.  | Elbląg     | –         | [ f ]           | 67,878    | zachodniopruska | [ 11 ] | Polska |
| 3.  | Tylża      | 24,545    | gąbińska        | 50,834    | gąbińska        | [ 12 ] | Rosja  |
| 4.  | Wystruć    | 22,227    | gąbińska        | 39,311    | gąbińska        | [ 13 ] | Rosja  |
| 5.  | Olsztyn    | 19,375    | królewiecka     | 38,105    | olsztyńska      | [ 14 ] | Polska |
| 6.  | Memel      | 19,282    | królewiecka     | –         | [ g ]           | [ 15 ] | Litwa  |
| 7.  | Malbork    | –         | [ f ]           | 21,039    | zachodniopruska | [ 16 ] | Polska |
| 8.  | Gąbin      | 12,207    | gąbińska        | 19,002    | gąbińska        | [ 17 ] | Rosja  |
| 9.  | Ostróda    | 9,410     | królewiecka     | 16,482    | olsztyńska      | [ 18 ] | Polska |
| 10. | Ełk        | 9,981     | gąbińska        | 15,159    | olsztyńska      | [ 19 ] | Polska |
| 11. | Braniewo   | 10,351    | królewiecka     | 13,893    | królewiecka     | [ 20 ] | Polska |
| 12. | Rastembork | 7,304     | królewiecka     | 13,859    | królewiecka     | [ 21 ] | Polska |
| 13. | Kwidzyn    | –         | [ f ]           | 13,721    | zachodniopruska | [ 22 ] | Polska |